# Beast (filme)
Beast (br: A Fera) é um filme de thriller psicológico britânico de 2017 escrito e dirigido por Michael Pearce, e estrelado por Jessie Buckley, Johnny Flynn e Geraldine James. Teve sua estreia mundial no Festival Internacional de Cinema de Toronto.

## Elenco
- Jessie Buckley como Moll
- Johnny Flynn como Pascal Renouf
- Emily Taaffe como Tamara
- Geraldine James como Hilary Huntingdon
- Trystan Gravelle como Clifford
- Oliver Maltman como Harrison
- Charley Palmer Rothwell como Leigh Dutot
- Shannon Tarbet como Polly
- Olwen Fouéré como Theresa Kelly
- Tim Woodward como Fletcher

## Lançamento
A 30West adquiriu os direitos de distribuição do filme na América do Norte quatro dias após a sua estreia no Festival Internacional de Cinema de Toronto e lançou-o nos Estados Unidos em parceria com Roadside Attractions em 11 de maio de 2018.
A Altitude Film Distribution adquiriu os direitos de distribuição para o Reino Unido. Beast teve um lançamento limitado nos cinemas no Reino Unido em 27 de abril de 2018.

### Recepção
No Rotten Tomatoes, o filme tem um índice de aprovação de 92% com base em 142 resenhas, e uma classificação média de 7,28/10. O consenso crítico do site diz: "Beast joga como poesia sombria, revelando suas emoções psicológicas enquanto guiada por pistas cativantes e visuais viscerais hipnotizantes". No Metacritic, o filme tem uma pontuação média ponderada de 74 de 100, com base em 19 críticas, indicando "avaliações geralmente favoráveis". 

### Prêmios e indicações
| Prêmio     | Data da cerimônia       | Categoria                                                             | Destinatário(s) e nomeado(s) | Resultado | Ref.  |
| ---------- | ----------------------- | --------------------------------------------------------------------- | ---------------------------- | --------- | ----- |
| BAFTA 2019 | 10 de fevereiro de 2019 | BAFTA de melhor filme britânico                                       | Beast                        | Indicado  | [ 7 ] |
| BAFTA 2019 | 10 de fevereiro de 2019 | BAFTA de melhor estreia de roteirista, diretor ou produtor britânicos | Michael Pearce & Lauren Dark | Venceu    |       |